# 葱芥属
葱芥属（学名：Alliaria）是十字花科下的一个属，为一年生或二年生草本植物。该属共有5种，分布于欧洲、亚洲及非洲北部。